# Mario Austin
Mario Trevor Austin (Livingston, Alabama; 26 de febrero de 1982) es un exjugador de baloncesto estadounidense de baloncesto. Con 2,06 metros de altura, jugaba en la posición de pívot.

## Biografía
Austin participó de McDonald's All-American Game de 2000.
Se formó en la prestigiosa Universidad de Misisipi donde fue el máximo anotador de los Bulldogs durante dos temporadas, para posteriormente ser elegido por los Chicago Bulls en el puesto 36 del draft de 2003.
Su periplo europeo comienza en el potente CSKA ruso, pasando por el Biella italiano donde completa una fantástica temporada anotando 16,7 puntos y capturando 6,2 rebotes por partido. Esto le hace ser fichado por el Hapoel Jerusalén donde se convierte en el líder del equipo y dominador de la competición durante las temporadas 05/06 y 06/07 logrando una Copa de Israel y llegando a ser nombrado MVP de la ULEB Cup en el año 2006.
Su rendimiento no pasa desapercibido para los grandes de Europa y la Benetton de Treviso le contrata en la temporada 2007/08 cuajando un gran año, aportando en la Copa ULEB 14 puntos y 6,7 rebotes.
La última campaña ha defendido los colores del Besiktas turco donde promedió 15,3 puntos y 8,8 rebotes, acabando los últimos meses en el Fujian SBS XunXin (China) donde realizó una marca histórica de puntos en un mismo partido anotando 53 puntos en su segundo encuentro.